# Grigorij Abramowicz
Grigorij Abramowicz (ros. Григорий Львович Абрамович; ur. w 1910) – radziecki literaturoznawca i pedagog.

## Życiorys
W 1924 kończył Moskiewski Instytut Słowa, był wykładowcą w moskiewskich wyższych szkołach. Pracował w Instytucie Literatury Światowej Akademii Nauk ZSRR . 

## Wybrane prace
- autor i współautor podręczników do nauki literatury rosyjskiej dla szkół średnich
- prace z zagadnień literaturoznawstwa;
- prace z zagadnień literatury rosyjskiej XIX w., w tym książka:
  - Wprowadzenie do literaturoznawstwa (1953)[1] .